# Heshmat Mohajerani
Heshmat Mohajerani (in persiano حشمت مهاجرانى‎; Mashhad, 11 dicembre 1938) è un allenatore di calcio ed ex calciatore iraniano, di ruolo centrocampista.

## Carriera
Con la nazionale iraniana ha vinto la Coppa d'Asia 1976 ed ha partecipato al Mondiale 1978.